# جيمس هيوم
جيمس هيوم (بالإنجليزية: James Hume)‏ هو طبيب نفسي نيوزيلندي، ولد في 27 فبراير 1823، وتوفي في 28 أغسطس 1896.